# Thysanostemon
Thysanostemon, maleni biljni rod iz porodice kluzijevki kojemu pripadaju dvije vrste drveća, obje su gvajanski endemi.
Rod je opisan 1964.

## Vrste
1. Thysanostemon fanshawei Maguire
2. Thysanostemon pakaraimae Maguire